# Jamaal Torrance
Jamaal Torrance (* 20. července 1983 Orlando, Florida) je americký atlet, jehož specializací je běh na 400 metrů.
V roce 2007 získal na Panamerických hrách v brazilském Rio de Janeiru stříbro ve štafetě na 4 × 400 metrů. O rok později s americkou štafetou získal zlatou medaili na halovém MS ve Valencii. Největší individuální úspěch zaznamenal v roce 2010 na halovém MS v katarském Dauhá, kde vybojoval bronzovou medaili. Z téhož šampionátu si odvezl také zlatou medaili ze štafety 4 × 400 metrů.